# Phoenix Suns 1990-1991
La stagione 1990-91 dei Phoenix Suns fu la 23ª nella NBA per la franchigia.
I Phoenix Suns arrivarono terzi nella Pacific Division della Western Conference con un record di 56-27. Nei play-off persero al primo turno con gli Utah Jazz (3-1).

## Roster
| N° | Naz.                   | Ruolo | Sportivo          | Anno | Alt. | Peso |
| -- | ---------------------- | ----- | ----------------- | ---- | ---- | ---- |
| 2  | Stati Uniti (bandiera) | C     | Joe Barry Carroll | 1958 | 213  | 102  |
| 3  | Stati Uniti (bandiera) | A     | Kenny Battle      | 1964 | 198  | 95   |
| 7  | Stati Uniti (bandiera) | G     | Kevin Johnson     | 1966 | 185  | 82   |
| 8  | Stati Uniti (bandiera) | GA    | Eddie Johnson     | 1959 | 201  | 98   |
| 9  | Stati Uniti (bandiera) | GA    | Dan Majerle       | 1965 | 198  | 98   |
| 14 | Stati Uniti (bandiera) | G     | Jeff Hornacek     | 1963 | 191  | 86   |
| 23 | Stati Uniti (bandiera) | A     | Cedric Ceballos   | 1969 | 198  | 86   |
| 24 | Stati Uniti (bandiera) | AC    | Tom Chambers      | 1959 | 208  | 100  |
| 28 | Stati Uniti (bandiera) | C     | Andrew Lang       | 1966 | 211  | 111  |
| 31 | Stati Uniti (bandiera) | A     | Kurt Rambis       | 1958 | 203  | 97   |
| 32 | Stati Uniti (bandiera) | G     | Negele Knight     | 1967 | 185  | 79   |
| 34 | Stati Uniti (bandiera) | A     | Tim Perry         | 1965 | 206  | 91   |
| 35 | Stati Uniti (bandiera) | A     | Xavier McDaniel   | 1963 | 201  | 93   |
| 41 | Stati Uniti (bandiera) | AC    | Mark West         | 1960 | 208  | 104  |
| 45 | Stati Uniti (bandiera) | A     | Ed Nealy          | 1960 | 201  | 108  |
| 51 | Stati Uniti (bandiera) | A     | Ian Lockhart      | 1967 | 203  | 109  |

## Staff tecnico
- Allenatore: Cotton Fitzsimmons
- Vice-allenatori: Lionel Hollins, Scotty Robertson, Paul Westphal
- Preparatore atletico: Joe Proski